# Іоанн I (імператор Трапезунда)
Іоанн I Аксух (д/н — 1238) — 3-й володар Трапезундської імперії в 1235—1238 роках.

## Життєпис
Походив з династії Великих Комнінів. Старший син трапезундского імператора Олексія I і Феодори Аксухіни. 1222 року після смерті батька ймовірно був оголошений молодшим імператором разом зі своїм шваргом Андроніком I, що мав фактичну владу.
Став одноосібним імператором 1235 року після смерті Андроніка I. Загалом продовжив політику останнього. 1238 року Іоанн I загинув внаслідок нещасного випадку під час гри в циканіон — він впав з коня і був ним розтоптаний. Владу захопив його молодший брат Мануїл I, який запроторив сина (за іншою версією середнього брата) Іоанна I — Іоанникія до монастиря, — а сам захопив владу в державі.